# Арпад Лендьєль
Арпад Лендьєль (угор. Árpád Lengyel, 11 квітня 1915 — 30 квітня 1993) — угорський плавець.
Учасник Олімпійських Ігор 1936 року.
Чемпіон Європи з водних видів спорту 1934 року, призер 1938 року.